# فأر شوكي مصري
الفأر الشوكي المصري هو نوع من القوارض من عائلة الفأريات، ينتشر في كل من
ليبيا مصر ، السودان ، إثيوبيا وجيبوتي.
سكنه الأصلي المناطق الصخرية و الصحاري.